# Carl Christian Rasmussen
Carl Christian Rasmussen (auch in der Schreibvariante Carl C. Rasmussen; * 21. September 1890 in Troy, Rensselaer County, New York; † 17. Dezember 1992 in Lititz, Lancaster County, Pennsylvania) war ein US-amerikanischer lutherischer Geistlicher und Theologe.

## Leben

### Familie und Ausbildung
Carl Christian Rasmussen, Sohn des Hans Rasmussen und dessen Ehegattin Bertha Marie Andersen, besuchte in den Jahren 1907 bis 1909 das Hartwick Seminary in der Nähe von Cooperstown. Im Anschluss schrieb er sich am Gettysburg College ein und graduierte dort im Jahre 1912 zum Bachelor of Arts. Anschließend studierte er Theologie am Lutheran Theological Seminary in Gettysburg. 1915 wurde er für den seelsorgerischen Dienst in der United Lutheran Church in America ordiniert. Weitere Studienaufenthalte führten Rasmussen im Jahre 1923 an die Columbia University, wo er den akademischen Grad eines Master of Arts erwarb, in den Jahren 1925 bis 1926 an die University of Pennsylvania und im Jahre 1940 an die Universität Kopenhagen. Rasmussen promovierte im Jahre 1928 am Gettysburg College zum Doctor of Divinity.
Rasmussen vermählte sich am 28. Juni 1916 mit Alma Irene Sieber (1890–1994). Aus dieser Verbindung entstammte die mit Charles Robert Shelton III verheiratete Tochter Mary Elizabeth sowie der Sohn Carl Christian junior. Rasmussen verlegte seinen Alterssitz 1978 nach Lititz im Bundesstaat Pennsylvania, wo er Ende 1992 im hohen Alter von 102 Jahren verstarb.

### Beruflicher Werdegang
Rasmussen erhielt nach seiner Ordination die Pastorenstelle an der Zion Lutheran Church in Newville. 1919 wechselte er in derselben Funktion an die Trinity Lutheran Church nach Altoona, 1922 an die Zion Lutheran Church nach Greensburg, 1923 an die Messiah Lutheran Church nach Harrisburg. 1930 übersiedelte Rasmussen nach Washington, D.C., wo er zum Pastor an der Luther Place Memorial Church bestellt worden war. Nach der Rückkehr nach Pennsylvania wurde er als Professor für Systematische Theologie an das Lutheran Theological Seminary in Gettysburg verpflichtet, 1963 wurde er feierlich in den Ruhestand verabschiedet.
Carl Christian Rasmussen fungierte darüber hinaus von 1925 bis 1926 als Director of Christian Education der Pennsylvania State Sabbath School Association, von 1929 bis 1930 als Präsident der East Pennsylvania Synod of United Lutheran Church sowie von 1937 bis 1939 in derselben Funktion der Maryland Synod of the United Lutheran Church. Überdies wirkte er von 1936 bis 1937 als Redner für die National Preeching Mission sowie von 1940 bis 1941 in derselben Funktion für die National Christian Mission.
Rasmussen war Freimaurer und Mitglied der American Theological Society. Er trat insbesondere durch Beiträge in religiösen Zeitschriften hervor.

## Publikationen
- Autor
- Beiträge in: Miles Henry Krumbine: American Lutheran preaching; twenty-five sermons by ministers of the United Lutheran church, Harper & brothers, New York, London, 1928
- Beiträge in: Hermann Frederick Miller (Hrsg.): Epistle messages; Sermons on the Epistles, The United Lutheran publication House, Philadelphia, 1935
- Beiträge in: Jesse Moren Bader: The message and method of the new evangelism : a joint statement of the evangelistic mission of the Christian church, Round Table Press, New York, 1937
- What about Scandinavia?, Muhlenberg Press, Philadelphia, 1948
- Übersetzer aus dem Schwedischen
- Anders Nygren: Commentary on Romans, Muhlenberg Press, Philadelphia, 1949
- Anders Nygren: This is the church, Muhlenberg Press, Philadelphia, 1952
- Gustaf Wingren: The Christian's calling : Luther on vocation, Oliver and Boyd, Edinburgh, 1957